# Vojtěch Pakosta
Vojtěch Pakosta (14. dubna 1846 Deštná – 11. července 1892 Písek) byl český katolický kněz, básník a spisovatel, překladatel z polštiny a srbochorvatštiny.

## Životopis
Vojtěch Pakosta byl pátý, posledním, dítětem manželů Františka Konstantina Pakosty, mlynáře v Deštné a Marie, rozené Strouhalové z Nové Vsi na Jindřichohradecku (Schönbornu). Rodina Pakostů byla spřízněna s rodinou Hlinků z Nekrasína. Jejich syn Vojtěch Hlinka, později proslulý povídkář František Pravda v roce 1842, po kněžském vysvěcení, obdržel jurisdikci pro kaplanování v Jarošově.
Vojtěch Pakosta se narodil 14. dubna 1846 v Deštné v domě čp. 67. Rodiče jej pojmenovali Vojtěch po příbuzném kaplanovi Vojtěchu Hlinkovi.
V Deštné Vojtěch Pakosta prožil pět prvních let svého života. V roce 1851 rodiče koupili mlýn v Bečicích a přestěhovali se tam. Malý Vojtěch by býval musel navštěvovat školu vzdálenou půl druhé hodiny cesty v Týně nad Vltavou. Bylo to pro malého Vojtěcha daleko, tak mu matka koupila v Týně slabikář a učila ho doma. Pakostovi žili v Bečicích jen tři roky. Poté mlýn prodali a koupili jiný ve Světcích, kam se také ihned přestěhovali. Vojtěch pak chodil do školy v Deštné. Jeho dětství ovlivnil deštenský kaplan Antonín Lenz, později vyšebrodský probošt a prelát (vikář, děkan). V jedenácti letech však otec Pakosta zemřel. Matka mlýn ve Světcích prodala a odebrala se s dětmi do Jindřichova Hradce, aby jim mohla dát potřebné vzdělání. Tam také Vojtěch se svým o čtyři roky starším bratrem Františkem začal navštěvovat jindřichohradecké jezuitské gymnázium, kde bylo literární vzdělání vedeno v duchu obrozeneckém.
Po maturitě se oba chlapci s matkou přestěhovali do Prahy za dalším studiem. Matka však v té době již vyčerpala hotovost za prodaný mlýn a nastaly krušné doby. Starší František se dal zapsat na Filozofickou fakultu Univerzity Karlovy. Aby své matce pomohl, vydělával si vyučováním studentů v pražských rodinách. Po ukončených studiích dostal místo profesora na gymnáziu v Písku, kde se oženil a každoročně přijímal prázdninové návštěvy svého bratra Vojtěcha.
Vojtěch se na přání své matky přihlásil v září 1867 do arcibiskupského semináře, pro velký zájem se však do semináře nedostal a studoval bohosloví externě. Velmi těžko se s matkou a bratrem protloukali. Vojtěch tedy na radu matky napsal Vojtěchu Hlinkovi, který byl již známý spisovatel pod pseudonymem František Pravda, prosbu o pomoc pro umístění v semináři. Mezi tím se v semináři několik míst uprázdnilo, a tak když přišel Pravdův přímluvný list, rektor Srdínko už byl sám rozhodnut Vojtěcha do semináře přijmout. V semináři se seznámil mimo jiné také s Václavem Benešem Třebízským, se kterým udržoval literární přátelství až do smrti Třebízského. Třebízský byl převahou povídkář historický, Pakosta vypravěč lidový. Debutoval jako duchovní lyrik.
Pakosta usiloval o založení literárního spolku a katolické revue, neměl však dostatek vhodných spojenců. Své prvotiny otiskoval v Časopise katolického duchovenstva a v revue Blahosvět. Celkovému rázu ostatních náboženských básní se poněkud vymkla báseň Babiččin Nebeklíč.
Dne 16. června 1871 byl Vojtěch Pakosta vysvěcen na kněze a po prázdninách byl jmenován kaplanem v Černošíně, německé farnosti ve vikariátě stříbrském s kostelem svatého Jiří. Farář byl nemocen a Pakosta se stal brzy administrátorem fary. Získal si zde u německých farníků všeobecnou oblibu, ale jeho literární činnost se nemohla tak rozvinout, jako kdyby žil mezi Čechy a toužil po změně místa. Pražští přátelé mu po třech letech umožnili návrat do Prahy a stal se kaplanem u Matky Boží před Týnem. V roce 1880 byl ustanoven za katechetu měšťanských škol v Praze, to už rok spolupracoval s knihtiskařem kanovníkem Karlachem jako redaktor zábavného a poučného čtení s názvem Zábavy večerní, které redigoval až do své smrti roku 1892. Do tohoto časopisu psal své povídky mimo jiné i František Pravda a Pakosta sem zařadil vlastní povídky i řadu svých překladů z polské a slovinské novelistiky.
Dále Pakosta redigoval kalendáře Vlastenecký poutník a Svatováclavské kalendáře. Pakostovo jméno se stalo vedle Pravdova v osmdesátých letech nejpopulárnějším. Nejlepší povídky z těchto kalendářů pak vydal knižně pod názvem Ze statků a chaloupek s podtitulem Obrazy a obrázky ze života. Z další Pakostovy tvorby je významný cyklus básnických povídek veršem (Jan hrobník, Tomáš sirotek, Růže šumavská). Zpracovává zde náměty ze života lidu prokládané svěžími popisy přírody. K vrcholu jeho vypravěčského umění patří i epika legendární, kde obratně zpracoval motivy Svatý Metod u Borisa, Ryby svatého Antonína, Svatý Jiří a nejlepší Legenda o svaté Alžbětě. Následuje cyklu přírodní lyriky Na lesních procházkách, Znělky šumavské a cyklus náboženské lyriky. Své dojmy z výletů a cest zpracoval v cyklu básní Z cest a pěšin, kde najdeme obrazy z krajů šumavských, ale i pohledy na jezero Bodamské, na Severní moře, antverpskou obrazárnu, slováckou salaš i pustu uherskou. Je tu i báseň na vzpomínky ze života v otcovském mlýně Na kola voda smutně žlabem šumí.
Od roku 1886 byl jmenován řádným učitelem náboženství na novoměstské Vyšší dívčí škole, kde působil až do své smrti. Učební program školy uznával, že učením náboženství se zjemňuje povaha lidská, zušlechťuje se srdce a kladou se základy k mravnému budoucímu životu. Smrt přišla náhle. V březnu 1892 byl stižen náhlou těžkou nemocí, recidivou z roku 1890. Pečlivým léčením se brzy zotavil, ale požádal o dovolenou, kterou strávil u svého bratra v Písku. Těšil se, že po prázdninách se opět vrátí ke své práci do Prahy, ale 10. července 1892 náhle zemřel. Pohřeb v Písku se konal hned 11. července a tentýž den byl převezen do Prahy do kostela svatého Štěpána, kde se s ním rozloučili přátelé a žačky Vyšší dívčí školy mnoha květinovými dary. rekviem sloužil kanovník František Krásl a další dva kněží, jeho přátelé Jan Libertin a Karel Tippmann. Pohřben byl na Vyšehradském hřbitově vedle hrobu Boleslava Jablonského.
Pakostův nástupce v úřadě profesora náboženství byl Jindřich Šimon Baar. Tři roky po pohřbu byl na hrob Pakostův postaven pomník – jednoduchý kamenný podstavec s křížem, na který na popud básníka Xavera Dvořáka sbíraly žákyně peníze. Na podstavci je nápis: „Vojtěch Pakosta, katecheta Vyšší dívčí školy v Praze, básník a spisovatel český, narozen 14. 4. 1846, zemřel 10. 7. 1892, pohřben 12. 7. 1892 na Vyšehradském hřbitově. Sám pomník zbudoval jsi pevnější a krasší, než ten, jenž vztyčen na Tvůj rov zde rukou naší, toť pomník, na němž nezištně jsi stavěl život celý, on v srdcích našich tkví, náš dobrý učiteli. Vděčné žákyně 1895.“
Vojtěcha Pakostu připomíná pamětní deska na rodném domě čp. 67 v Deštné.